# Maria Isabel, Duquesa da Saxônia
Maria Isabel da Saxônia (Dresden, 22 de novembro de 1610 – Husum, 24 de outubro de 1684) foi duquesa consorte de Holsácia-Gottorp, como a esposa do Frederico III, Duque de Holsácia-Gottorp.

## Biografia
Ela era filha de João Jorge I, Eleitor da Saxônia, e sua esposa, a Princesa Madalena Sibila da Prússia. Ela ficou noiva em 1627, e casou-se em 1630. Seu casamento foi arranjado pela rainha viúva dinamarquesa, Sofia, e a duquesa viúva da Saxônia, Edviges da Dinamarca. No seu dote, estavam pinturas de Lucas Cranach, o Velho.
Em 1659, ela tornou-se uma viúva, e em 1660 se mudou para o Castelo de Wittum Husum. Sua casa em Husum, se tornou conhecida como um centro de cultura, e ela própria, uma patronesse destacada. Ela produziu uma interpretação da Bíblia, em 1664.

## Casamento e descendência
Ela casou-se em 21 de fevereiro de 1630, com o Duque Frederico III de Holsácia-Gottorp e teve dezesseis filhos:
1. Sofia Augusta (5 de dezembro de 1630 – 12 de dezembro de 1680), casou-se, em 16 de setembro de 1649, com João VI, Príncipe de Anhalt-Zerbst. Foi mãe de João Luís I, Príncipe de Anhalt-Dornburg, avó de Cristiano Augusto, Príncipe de Anhalt-Zerbst e bisavó de Catarina II da Rússia.
2. Madalena Sibila (24 de novembro de 1631 – 22 de setembro de 1719), casou-se, em 28 de novembro de 1654, com Gustavo Adolfo, Duque de Meclenburgo-Güstrow. Foi mãe de Luísa de Meclemburgo-Güstrow, Rainha da Dinamarca.
3. João Adolfo (29 de setembro de 1632 – 19 de novembro de 1633).
4. Marie Isabel (6 de junho de 1634 – 17 de junho de 1665), casou-se, em 24 de novembro de 1650, com o landegrave Luís VI de Hesse-Darmstadt.
5. Frederico (17 de julho de 1635 – 12 de agosto de 1654).
6. Edviges Leonor (23 de outubro de 1636 – 24 de novembro de 1715), casou-se, em 24 de outubro de 1654, com o Rei Carlos X, da Suécia.
7. Adolfo Augusto (1 de setembro de 1637 – 20 de novembro de 1637).
8. João Jorge (8 de agosto de 1638 – 25 de novembro de 1655).
9. Ana Doroteia (13 de fevereiro de 1640 – 13 de maio de 1713).
10. Cristiano Alberto, Duque de Holsácia-Gottorp (3 de fevereiro de 1641 – 6 de janeiro de 1695).
11. Gustavo Ulrico (16 de março de 1642 – 23 de outubro de 1642).
12. Cristina Sabina (11 de julho de 1643 – 20 de março de 1644).
13. Augusto Frederico (6 de maio de 1646 – 2 de outubro de 1705), Príncipe-Regente de Eutin e Príncipe-Bispo de Lubeque, casou-se, em 21 de junho de 1676, com Cristina de Saxe-Weissenfels (filha de Augusto, Duque de Saxe-Weissenfels, e sua mulher, Ana Maria de Mecklenburg-Schwerin). Sem descendência.
14. Adolfo (24 de agosto de 1647 – 27 de dezembro de 1647), gêmeo de Isabel Sofia.
15. Isabel Sofia (24 de agosto de 1647 – 16 de novembro de 1647), gêmea de Adolf.
16. Augusta Maria (6 de fevereiro de 1649 – 25 de abril de 1728), casou-se, em 15 de Maio de 1670, com Frederico VII, Margrave de Baden-Durlach.